# Yllenus gajdosi
Yllenus gajdosi là một loài nhện trong họ Salticidae.
Loài này thuộc chi Yllenus. Yllenus gajdosi được Dmitri Viktorovich Logunov & Yuri M. Marusik miêu tả năm 2000.